# فريدريك دتون
فريدريك دتون هو فلاح وسياسي أسترالي، ولد في 1812، وتوفي في 22 أبريل 1890. انتخب عضو المجلس التشريعي لجنوب أستراليا ‏ وقد انضم خلال فترته النيابية ‏ (25 أغسطس 1852 – 14 يوليو 1853) للكتلة البرلمانية مستقل.